# 元谷外志雄
元谷外志雄（1943年6月3日—），筆名藤誠志，是一名日本企業家、APA集團代表。妻子是同集團的元谷芙美子，育有元谷一志、元谷拓兩子。

## 生平
出生於石川縣小松市，先後入讀石川縣立小松高等學校、慶應義塾大學經濟學部（通信制），後來退學加入小松信用金庫（現白山信用金庫）。1971年，創立集團「信金開發株式會社」，1997年11月25日商號更名為APA株式會社。元谷以右翼立場知名，其旗下APA集團舉辦名為「真實的近現代史觀」（真の近現代史観）的有獎論文比賽，並且將其出版成書籍。

## 政治立場
2017年1月15日，有兩名在東京旅行的紐約大學大學生發現APA酒店客房放置的書《理論近現代史學II》中存在否認南京大屠殺及慰安婦的內容，該書由元谷外志雄以筆名藤誠志寫成，書籍亦在前台出售。兩名大學生製作影片後發佈於嗶哩嗶哩，隨後影片轉發至新浪微博等網絡平台，2天內播放數超過7400萬，APA酒店受到部分中韓網民的抵制。2017年1月17日，APA集團官網發表聲明稱，書中內容全是事實，不會撤下相關書籍；2017年1月18日，侵華日軍南京大屠殺遇難同胞紀念館發表聲明駁斥，南京大屠殺期間歐美駐華外交官在致本國政府的檔案中也報告了日軍暴行，書中內容是長期以來日本右翼勢力企圖否認南京大屠殺暴行的一貫論調。
元谷外志雄傳播右翼思想的另一個平台是「勝兵塾」論壇。

## 反猶太主義
元谷外志雄接受APA集團旗下的一個雜誌采訪時，在談到美國總統川普上臺後對於日美關係的影響時，提出：“猶太人掌控著美國的訊息、金融、法律等方方面面的事務，他們更在全球化的掩護下，將他們的資產轉移到避稅天堂，獲取了大量利益。另外，許多猶太人都支援民主黨。”他還說，川普之所以能夠當選總統，就是因為99%美國人對於這1%的猶太人感到強烈不滿。

## 外部連結
- 勝兵塾的Facebook專頁
- 勝兵塾
- 元谷 外志雄 - APA
- 元谷 外志雄 （页面存档备份，存于） - Enjin